# Polycope pustulata
Polycope pustulata is een mosselkreeftjessoort uit de familie van de Polycopidae. De wetenschappelijke naam van de soort is voor het eerst geldig gepubliceerd in 1890 door Sars.